# Xue haizi
Xue haizi (xinès simplificat: 小兔淘淘的故事：雪孩子, pinyin: Xiǎo tù Táotáo de gùshì: Xuě háizi, literalment 'Una història del conillet Taotao: ninot de neu') és una pel·lícula d'animació xinesa produïda per Shanghai Art Film Studio el 1980.
La pel·lícula va ser dirigida per Lin Wenxiao, amb guió de Ji Hong i dissenys de Chang Guangxi. Forma part de la sèrie Les històries del conillet Taotao, sent la primera entrada de la sèrie. La pel·lícula va guanyar el premi a millor pel·lícula d'animació del Ministeri de Cultura de la República Popular de la Xina de l'any 1980, i fou alabada de Osamu Tezuka.

## Sinopsi
Un hivern nevat, la mare conilleta ix a buscar menjar i té por que el conillet Taotao estiga a casa a soles, així que els dos fan un ninot de neu per fer-li companyia. Després que la mare conill se n'anara, el ninot pren vida i juga amb el conillet. Quan la casa s'incendia, el ninot de neu rescata el conillet, però es fon en aigua.